# Das heilige Jahr
Das heilige Jahr versammelt fünf kleine Erzählungen von Ernst Wiechert, die im Jahr 1936 in Berlin erschienen. Der Autor schreibt im Vorwort, er spiele mit dem Titel auf das Kirchenjahr, seine Beter und Heiligen an. Dementsprechend sind die fünf Geschichten mit ihren Handlungszeiten Heilige Drei Könige (Regina Amstetten), Fastnacht (Veronika), Ostern (Der einfache Tod), Pfingsten (Musketier Wiedegang) und Weihnachten (Die Magd) angeordnet. Veronika und Musketier Wiedegang sind Anti-Kriegs-Geschichten.

## Handlung

### Regina Amstetten
Zehn Jahre schon, seit dem Tod ihres Ehemannes, führt die 47-jährige Bäuerin Regina Amstetten couragiert den Hof. Von den drei in Städten lebenden erwachsenen Söhnen wird sie beim Wirtschaften nicht unterstützt. Denn der mit einer Dame verheiratete Jürgen wird wohl bald Amtsrichter werden. Und Karsten, der Brückenbauer, ebenfalls verheiratet – allerdings mit einer lieben kleinen Frau – will auch hoch hinaus. Karsten wird Fabrikherr. Nur Johannes, ihr Jüngster, ist Bauer geblieben; allerdings ein studierter. Eine bange Frage geht Regina Amstetten nicht aus dem Sinn: Wie soll sie es den Kindern sagen? Bald nach Weihnachten wird sie noch einmal Mutter werden. Im letzten Winter hatte ein Arbeitsloser bei ihr angeklopft; hatte ihr den Studenten vorgeflunkert. Die Sünde mit ihm war so süß gewesen.  Der „Student“ hatte das Weite gesucht, gleich nachdem ihm seine werdende Vaterschaft aus dem Munde der werdenden Mutter bekannt gemacht worden war. Regina Amstetten bereut nichts. Aber da sind die drei Söhne, die sicherlich sagen werden: „Eine Schande!“
In der Stadt findet die Frau in ihrer Not einen Arzt, der die Leibesfrucht auf gesetzlichem Wege abtreiben würde. Regina Amstetten atmet auf, besinnt sich aber und sagt dem Mediziner ab. Als die Kinder zu Weihnachten angereist sind, kommt es so, wie es die Mutter vorhergesehen hatte. „Bist du wahnsinnig geworden?“ poltert der Jurist Jürgen als erstes der Kinder auf die Hiobsbotschaft aus dem Munde der Mutter hin. „Schämst du dich nicht?“ fragt der Bauingenieur Karsten schreiend. Und Johannes erkundigt sich erblassend nach seinem schönen Hofe. Regina Amstetten hat ihn ihm bereits überschrieben. Zu Heilige Drei Könige gebiert die Bäuerin den vierten Sohn. Als Großmagd findet sie glücklicherweise Anstellung auf dem Hofe eines stillen Bauern in der Nachbarschaft, der sie in jungen Jahren einmal begehrt hatte.

### Veronika
Vierzig Jahre denkt der Ich-Erzähler Andreas zurück an die Zeit als Zehnjähriger; an einen Besuch seiner Tante Veronika zur Fastnacht. Die Tante hatte eine prophetische Ader gehabt; konnte dem Jungen den Beruf voraussagen: Dichter. Sie schneidert Faschingskostüme für die reichen Leute und verspricht Andreas ein Kostüm, an dem er erkennbar wäre, falls ihn seine Brüder nach Ägypten verkauften. Zudem sei jene Erlösung an das Zauberwort „Hamulaima“ gebunden.
Der Ich-Erzähler war zwar nicht verkauft worden, hatte sich jedoch zehn Jahre später – wiederum zu Fastnacht – im Lande des Todes; genauer, im Wald von St.-Pierre-Vaast wiedergefunden. In einer Kampfpause putzt der Kommandeur den jungen Maler Bergengrün als Narren kunterbunt an. Da kommt in jenem Totenwald dem Erzähler Andreas das Wort Hamulaima in den Sinn, und er erzählt dem kindlich lauschenden Bergengrün aus Tante Veronikas Märchenrepertoire. Wenig später wird der Maler – immer noch im Faschingskostüm – bei einem Feuerüberfall tödlich getroffen. Andreas hilft dem Kameraden beim Sterben hinüber mit dem Zauberwort.
Nach dem Kriege erinnert sich Andreas zur Fastnacht an seine Toten – an Tante Veronika und an den Maler Bergengrün. Er schlägt die Bibel auf und liest: „Alles hat seine Stunde...“

### Der einfache Tod
Ostern an der Wolga. Der Bauer Wladimir Wladimirowitsch Merslikow liegt in seinem Bett und wartet auf den Tod. Das österliche „den Tod überwinden“ bedeutet für den alten Mann in Ruhe sterben. Wladimir ist aber unruhig. Ihn stört die Fliege an der Wand. An allem hat er etwas auszusetzen. Der Osterkuchen duftet in diesem Jahr nicht richtig. Neumodisch – die gottlosen jungen Leute „vom Dorfsowjet“ donnern im Traktor über den Acker. Dunjascha bringt dem sterbenden Großväterchen auf sein Verlangen ein Heiligenbild. Wladimir erkennt die Ursache seiner Unrast. Unter einem Dach kann ein Bauer oder ein Flößer, der er auch einmal jahrelang gewesen war, keinesfalls sterben. Des Nachts quält sich Wladimir zitternd hinaus ins Freie. Auf einmal wird der Bauer „ein offenes Gefäß. Die Sterne warfen sich in ihn hinein, ein ganzer Himmel voller Sterne. Warme Luft, die nach Erde roch und Wald... Schön war es, zu sitzen, am Tor der Welt, bevor man aufstehen mußte, um den Tod zu suchen.“ Sodann schleppt sich der Bauer hinab an das Ufer des ruhigen Stromes: „Schön ist das Sterben an Mütterchens Brust.“ Im Angesicht der aufgehenden Sonne findet Wladimir die ewige Ruhe.

### Die Pfingsten des Musketiers Wiedegang
Es scheint, als könne weder der Erzähler noch der Musketier Wiedegang zu Pfingsten 1918 – die „stärker mahlende Front“ vor Augen – an die Sendung des Heiligen Geistes glauben. Früher schon, nachdem seine Frau damals im Kindbett gestorben war, hatte der ehemalige Pfarrer Wiedegang den Talar an den Nagel gehängt. Denn das verheißene Pfingstwunder war seinerzeit ausgeblieben. Nun – ein paar Jahre später – der Angriff am ersten Feiertag: „Es waren schwere Kaliber, und sie stürzten wie Häuser in einen heulenden Abgrund. Und dann schrie es draußen, wie die Kreatur unter dem Entsetzen schreit.“ Einem Unteroffizier fehlen die Beine unterhalb der Knie. Wiedegang hilft und wird getroffen. Der Erzähler schreibt: „Wir begruben ihn allein, ohne Pfarrer... Wir hatten nicht viel Zeit... den die Hügel vor uns dampften,... es war uns, als könnte keiner von uns zurückkehren in das Leben der Menschen, das hinter uns blieb.“

### Die Magd
Im Spätherbst wird der Magd gekündigt. Bauer und Bäuerin kennen kein Erbarmen. Der jüngste Sohn des Paares hatte das Mädchen geschwängert. Die Magd schnürt ihr amseliges Bündel und geht abends hinaus in den Vorwinter. Unterwegs klopft sie bei ihrem Pfarrer an. Im Pfarrhause steigt eine Feier. Mit Unmut findet der Geistliche eine Minute Zeit für die Magd vor der Saaltür. Sie will das Ungeborene mit in den Tod nehmen. Es soll aber zuvor getauft werden. „Du sündiger Mensch“, entfährt es dem Pfarrer, als er begreift. Natürlich tauft der Herr nicht. Drinnen in dem Saal wird die Weihnachtsgeschichte gespielt. Die Magd – verwirrt – dringt bis zur Bühne vor, kniet nieder und betet – die Stirn auf den Brettern. Es dauert eine Weile, bis die Gäste erkennen, die Magd gehört nicht zu dem Spiel. Das ist vielmehr das wirkliche Leben. Die Magd geht. Niemand hält sie.

## Verfilmung
Regina Amstetten wurde 1954 von Kurt Neumann mit  Luise Ullrich, Carl Raddatz und Carl Esmond verfilmt.

## Textausgaben
- Ernst Wiechert: Das heilige Jahr. Fünf Novellen. G. Grote'sche Verlagsbuchhandlung, Berlin 1936. 71 Seiten (Erstausgabe).
- Ernst Wiechert: Das heilige Jahr. Fünf Novellen. (Regina Amstetten. Veronika. Der einfache Tod. Die Pfingsten des Musketiers Wiedegang. Die Magd.) Verlag Kurt Desch, München 1953. 60 Seiten (verwendete Ausgabe).